# Julián Simón Sesmero
Julián Simón Sesmero   (Villacañas, 3 d'abril de 1987) és un antic pilot de motociclisme espanyol que va guanyar el Campionat del Món de 125cc de 2009.

## Carrera esportiva

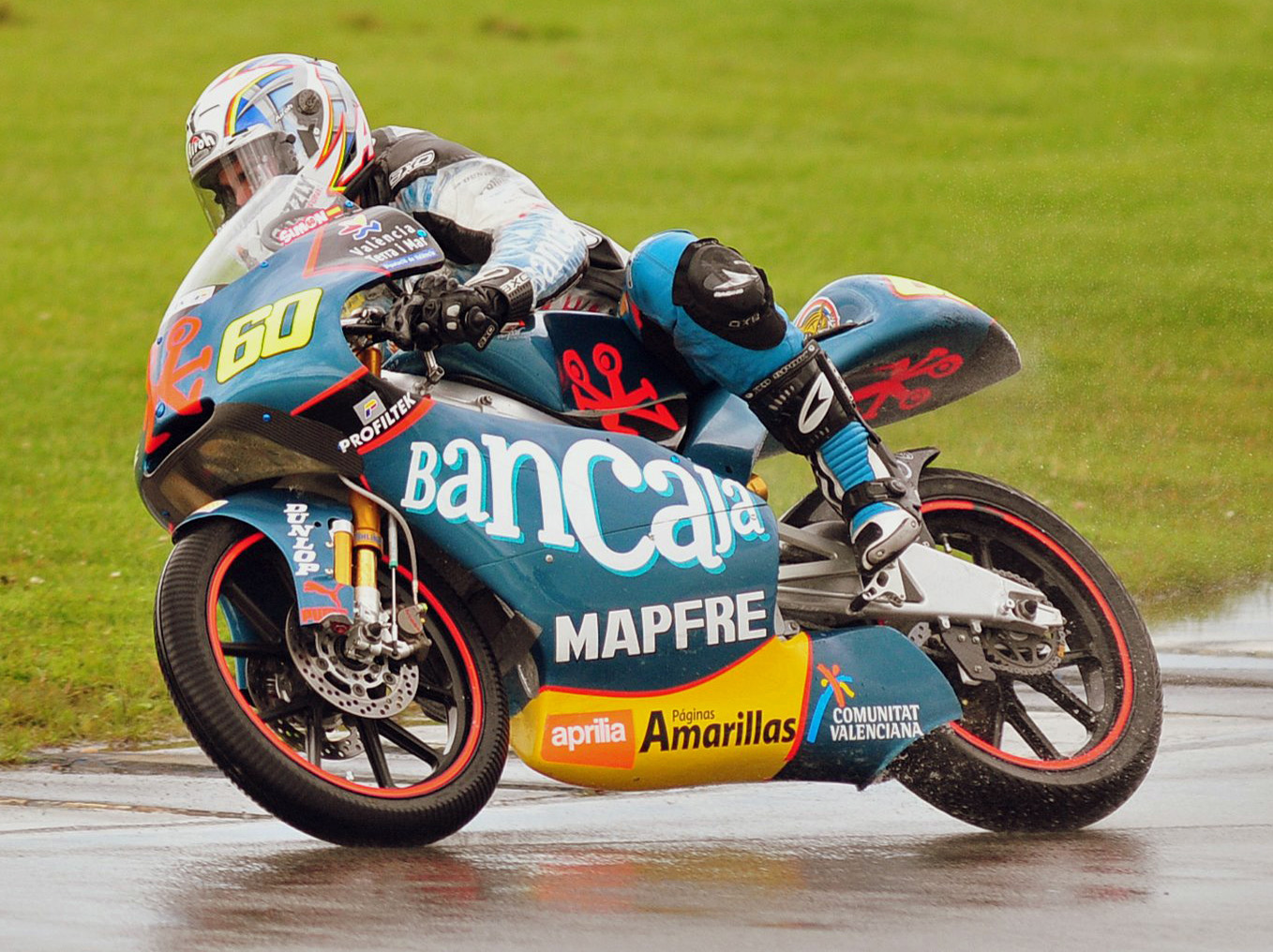
Al GP de Gran Bretanya del 2009

Simón va començar a competir de ben petit en motocròs i el 1997 en va guanyar el Campionat d'Espanya en categoria Alevins 60cc. De més gran va canviar a la velocitat i va debutar als Grans Premis amb l'equip d'Honda al Gran Premi d'Espanya durant la temporada del 2002. El 2003 va córrer per a Malaguti, va passar a Aprilia  el 2004 i a KTM el 2005, any en què va guanyar el Gran Premi de Gran Bretanya de 125cc. El 2007 va passar a la categoria de 250cc amb l'equip Repsol Honda i el 2008 va tornar a KTM.
El 2009 va fitxar per l'equip Mapfre Aspar per a competir a la categoria de 125cc. Aquell any va ser molt comentada l'anècdota que va protagonitzar en celebrar la victòria en una cursa una volta abans que s'hagués acabat, deixant-se avançar pels perseguidors i acabant-hi finalment quart. Va dominar la cursa posterior a Sachsenring, tant la qualificació en pista humida com la cursa en sec. Això va marcar la pauta d'una temporada d'èxits en què va aconseguir el títol després d'avançar al seu rival més proper, Bradley Smith, a l'última volta a Phillip Island, a manca de dues curses més per al final de temporada. Va tornar a vèncer a Smith en aquelles dues curses restants.
El 2010 va passar a la nova classe de Moto2 amb l'equip Mapfre Aspar, inicialment amb un xassís RSV però després de les dues primeres curses amb un de Suter. Va aconseguir el seu primer podi –i el primer del seu equip– a Moto2 al Gran Premi de França de Le Mans i va passar a ocupar provisionalment el quart lloc de la classificació general. Acabà la temporada com a subcampió del món per darrere de Toni Elías.

## Resultats al Mundial de motociclisme
Barem de puntuació de 1993 ençà:
| Posició | 1  | 2  | 3  | 4  | 5  | 6  | 7 | 8 | 9 | 10 | 11 | 12 | 13 | 14 | 15 |
| Punts   | 25 | 20 | 16 | 13 | 11 | 10 | 9 | 8 | 7 | 6  | 5  | 4  | 3  | 2  | 1  |

(Ids. Grans Premis | Llegenda) (Curses en negreta indiquen pole; curses en  itàlica indiquen volta ràpida)
| Any  | Categoria | Moto     | 1       | 2       | 3       | 4       | 5       | 6      | 7       | 8       | 9       | 10      | 11      | 12     | 13     | 14      | 15      | 16      | 17      | 18      | Pos | Pts |
| ---- | --------- | -------- | ------- | ------- | ------- | ------- | ------- | ------ | ------- | ------- | ------- | ------- | ------- | ------ | ------ | ------- | ------- | ------- | ------- | ------- | --- | --- |
| 2002 | 125cc     | Honda    | JPN     | RSA     | ESP Ret | FRA     | ITA     | CAT 22 | NED     | GBR     | GER     | CZE     | POR 14  | BRA    | PAC    | MAL     | AUS     | VAL Ret |         |         | 37è | 2   |
| 2003 | 125cc     | Malaguti | JPN 19  | RSA 27  | ESP Ret | FRA 20  | ITA Ret | CAT 24 | NED 17  | GBR 18  | GER 20  | CZE 22  | POR Ret | BRA 25 | PAC 24 | MAL 25  | AUS 12  | VAL 19  |         |         | 29è | 4   |
| 2004 | 125cc     | Honda    | RSA 11  | ESP 11  | FRA 13  | ITA 20  | CAT 14  | NED 19 | BRA 14  | GER 9   | GBR 8   | CZE 10  | POR WD  | JPN    | QAT 7  | MAL 6   | AUS 20  | VAL 13  |         |         | 14è | 60  |
| 2005 | 125cc     | KTM      | ESP 9   | POR 9   | CHN 10  | FRA 8   | ITA 7   | CAT 8  | NED 6   | GBR 1   | GER 5   | CZE 10  | JPN Ret | MAL 6  | QAT 8  | AUS Ret | TUR     | VAL 8   |         |         | 7è  | 123 |
| 2006 | 125cc     | KTM      | ESP 5   | QAT 10  | TUR 11  | CHN 5   | FRA 12  | ITA 7  | CAT Ret | NED     | GBR     | GER     | CZE Ret | MAL 4  | AUS 5  | JPN 3   | POR 5   | VAL Ret |         |         | 9è  | 97  |
| 2007 | 250cc     | Honda    | QAT 8   | ESP Ret | TUR 7   | CHN 7   | FRA 5   | ITA 7  | CAT 10  | GBR 7   | NED Ret | GER Ret | CZE 8   | SM 10  | POR 8  | JPN 6   | AUS 6   | MAL 6   | VAL 6   |         | 9è  | 123 |
| 2008 | 250cc     | KTM      | QAT 11  | ESP 7   | POR 7   | CHN Ret | FRA 8   | ITA 11 | CAT 9   | GBR 8   | NED 10  | GER 5   | CZE 12  | SM 5   | INP C  | JPN 4   | AUS 4   | MAL Ret | VAL Ret |         | 10è | 109 |
| 2009 | 125cc     | Aprilia  | QAT 2   | JPN 2   | ESP Ret | FRA 1   | ITA 3   | CAT 4  | NED 2   | GER 1   | GBR 1   | CZE 2   | INP 5   | SM 1   | POR 12 | AUS 1   | MAL 1   | VAL 1   |         |         | 1r  | 289 |
| 2010 | Moto2     | RSV      | QAT Ret | ESP 8   |         |         |         |        |         |         |         |         |         |        |        |         |         |         |         |         | 2n  | 201 |
| 2010 | Moto2     | Suter    |         |         | FRA 2   | ITA 9   | GBR 3   | NED 6  | CAT 3   | GER Ret | CZE 5   | INP 2   | SM 2    | ARA 2  | JPN 2  | MAL 21  | AUS 4   | POR 12  | VAL 3   |         | 2n  | 201 |
| 2011 | Moto2     | Suter    | QAT 10  | ESP 6   | POR 2   | FRA 4   | CAT Ret | GBR    | NED     | ITA     | GER Ret | CZE DNS | INP 7   | SM 12  | ARA 17 | JPN     | AUS     | MAL     | VAL 10  |         | 14è | 68  |
| 2012 | Moto2     | FTR      | QAT 15  |         |         |         |         |        |         |         |         |         |         |        |        |         |         |         |         |         | 13è | 81  |
| 2012 | Moto2     | Suter    |         | ESP 23  | POR 8   | FRA 12  | CAT Ret | GBR 22 | NED 14  | GER 15  | ITA 14  | INP 3   | CZE 11  | SM 12  | ARA 17 | JPN 11  | MAL 4   | AUS Ret | VAL 2   |         | 13è | 81  |
| 2013 | Moto2     | Kalex    | QAT 6   | AME 19  | ESP 16  | FRA 8   | ITA 17  | CAT 15 | NED 10  | GER 4   | INP 11  | CZE Ret | GBR 12  | SM 12  | ARA 8  | MAL 10  | AUS Ret | JPN 5   | VAL 11  |         | 13è | 81  |
| 2014 | Moto2     | Kalex    | QAT 16  | AME 23  | ARG 17  | ESP 14  | FRA Ret | ITA 22 | CAT 12  | NED 7   | GER 16  | INP Ret | CZE 7   | GBR 12 | SM 8   | ARA 16  | JPN 6   | AUS 20  | MAL 6   | VAL Ret | 17è | 56  |
| 2015 | Moto2     | Speed Up | QAT 13  | AME 9   | ARG 26  | ESP 11  | FRA 6   | ITA 7  | CAT 15  | NED 11  | GER 9   | INP Ret | CZE 18  | GBR 18 | SM 5   | ARA Ret | JPN 16  | AUS 18  | MAL 25  | VAL 18  | 18è | 58  |
| 2016 | Moto2     | Speed Up | QAT Ret | ARG 19  | AME 9   | ESP DNS | FRA Ret | ITA 17 | CAT 13  | NED 16  | GER 3   | AUT 15  | CZE 13  | GBR 14 | SM Ret | ARA 21  | JPN 8   | AUS Ret | MAL WD  | VAL 23  | 18è | 40  |
| 2017 | Moto2     | Kalex    | QAT 23  | ARG 18  |         |         |         |        |         |         |         |         |         |        |        |         |         |         |         |         | 40è | 0   |
| 2017 | Moto2     | Tech 3   |         |         | AME Ret | ESP     | FRA     | ITA    | CAT     | NED     | GER     | CZE     | AUT     | GBR    | SM     | ARA     | JPN     | AUS     | MAL     | VAL     | 40è | 0   |